# 27938 Guislain
27938 Guislain este un asteroid din centura principală de asteroizi.

## Descriere
27938 Guislain este un asteroid din centura principală de asteroizi. A fost descoperit pe 3 mai 1997 la Observatorul La Silla de Eric Walter Elst. Asteroidul prezintă o orbită caracterizată de o semiaxă mare de 3,06 ua, o excentricitate de 0,17 și o înclinație de 17,8° în raport cu ecliptica.